# مارتن لارسون (عازف قيثارة)
مارتن لارسون هو عازف قيثارة سويدي، ولد في 1973 في السويد.

## وصلات خارجية
- مارتن لارسون على موقع ميوزك برينز (الإنجليزية)
- مارتن لارسون على موقع أول ميوزيك (الإنجليزية)
- مارتن لارسون على موقع ديسكوغز (الإنجليزية)